# 2013 LA2
2013 LA2 là một centaur và damocloid trên quỹ đạo giống như sao chổi và ngược từ Hệ Mặt trời bên ngoài, cho thấy rằng nó là một sao chổi đã tuyệt chủng. Nó được quan sát lần đầu tiên vào ngày 1 tháng 6 năm 2013 bởi các nhà thiên văn học với khảo sát Pan-STARRS tại Đài thiên văn Haleakala, Hawaii, Hoa Kỳ. Vật thể này có đường kính khoảng 1,8 km (1,1 dặm). Nó giữ kỷ lục về độ nghiêng quỹ đạo cao nhất của bất kỳ hành tinh nhỏ nào được biết đến.

## Quỹ đạo và phân loại
2013 LA2 quay quanh Mặt trời ở khoảng cách 3.0 - 12.0 AU cứ sau 20 năm và 7 tháng (7.519 ngày; trục bán chính là 7.51 AU). Quỹ đạo của nó có độ lệch tâm 0,59 và độ nghiêng 175 ° so với đường hoàng đạo. Nó có độ nghiêng quỹ đạo cao nhất của bất kỳ hành tinh nhỏ nào được biết đến mang lại cho nó một quỹ đạo ngược. Quỹ đạo của các vật thể lấy từ khu vực bên ngoài vành đai tiểu hành tinh đến giữa quỹ đạo của Sao Thổ (9,5 AU) và Sao Thiên Vương (19,2 AU). Vòng quan sát ngắn của vật thể chưa đầy một tháng bắt đầu bằng lần quan sát đầu tiên vào ngày 1 tháng 6 năm 2013. Nó đã không được quan sát kể từ đó.